# Borgomale
Borgomale (piemontesisch Bërgomà) ist eine Gemeinde in der italienischen Provinz Cuneo (CN), Region Piemont.

## Lage und Einwohner
Borgomale liegt 75 Kilometer nordöstlich von der Provinzhauptstadt Cuneo entfernt in der Weinregion Alta Langa. Das Gemeindegebiet umfasst eine Fläche von 8,48 km² und hat 369 Einwohner (Stand 31. Dezember 2023). Zur Gemeinde gehört noch die Fraktion (Frazioni) Montemarino.
Die Nachbargemeinden sind Alba, Benevello, Bosia, Castino, Lequio Berria und Trezzo Tinella.

## Geschichte
In einer Urkunde aus der zweiten Hälfte des 13. Jahrhunderts wird das Dorf als „Burgomalus“ erwähnt. Anfang des 14. Jahrhunderts wird es mit dem Namen „Burgomal“ bezeugt. Der Ortsname setzt sich aus BURGUS und dem Adjektiv MALUS zusammen und bedeutet „ungünstig, hässlich“. Das spätlateinische BURGUS bezeichnet „einen befestigten Ort, einen Wachturm“, während im Italienischen der Begriff „borgo“ seit dem 13. Jahrhundert im Sinne von „Dorf, Stadt“ neben dem von „Vorort, Viertel“ verwendet wird.
Seine historischen Ereignisse sind eng mit denen seiner Burg aus dem 13. Jahrhundert verbunden, die zunächst den Grafen Della Chiesa, dann den Del Carrettos und schließlich den Fallettis gehörte. Aus historisch-architektonischer Sicht Sehenswert ist die Kombination aus Schloss und Pfarrkirche interessant, die an vielen anderen Orten in der Langhe vorhanden ist. Die aus lokalem Stein restaurierte Pfarrkirche Sant’Eusebio bewahrt in ihrem Inneren eine kostbare vergoldete Holzstatue, die die Jungfrau von Carmine darstellt.

## Weinbau
In Borgomale werden Reben für den Dolcetto d’Alba, einen Rotwein mit DOC Status angebaut. Die Beeren der Rebsorten Spätburgunder und/oder Chardonnay dürfen zum Schaumwein Alta Langa verarbeitet werden.